# Mayu Tambo
Mayu Tambo ist eine Ortschaft im Departamento Potosí im südamerikanischen Andenstaat Bolivien.

## Lage im Nahraum
Mayu Tambo ist viertgrößter Ort des Kanton Betanzos im Municipio Betanzos in der Provinz Cornelio Saavedra. Die Ortschaft liegt direkt westlich der Stadt Betanzos auf einer Höhe von 3322 m am linken, östlichen Ufer des Río Tambo Mayu,  einem Zufluss zum Río Villca Mayu.

## Geographie
Mayu Tambo liegt zwischen dem bolivianischen Altiplano im Westen und der Cordillera Central im Osten. Das Klima der Region ist ein typisches Tageszeitenklima, bei dem die Temperaturschwankungen im Tagesverlauf stärker ausfallen als im Jahresverlauf.
Die Jahresdurchschnittstemperatur in den Tallagen der Region beträgt etwa 17 °C (siehe Klimadiagramm Betanzos), die Monatswerte schwanken nur unwesentlich zwischen 14 °C im Juni/Juli und 19 °C von November bis Januar. Die jährliche Niederschlagsmenge liegt bei knapp 500 mm, die Monate Mai bis September sind arid mit Monatswerten unter 15 mm, nur im Januar wird ein Niederschlag von 100 mm erreicht.

## Verkehrsnetz
Mayu Tambo liegt in einer Entfernung von 30 Straßenkilometern östlich von Potosí, der Hauptstadt des Departamentos.
An Mayu Tambo vorbei führt die überregionale Nationalstraße Ruta 5, welche die entlang der Cordillera Oriental nordsüdlich verlaufende Ruta 7 bei La Palizada verlässt und in südwestlicher Richtung bis zur chilenischen Grenze führt. Die Ruta 5 passiert die Städte Aiquile, Sucre und Yotala, überquert den Río Pilcomayo und erreicht nach insgesamt 407 Kilometern Betanzos. Von hier aus führt sie über Potosí, Ticatica, Pulacayo und Uyuni auf weiteren 491 Kilometern nach Chile.

## Bevölkerung
Die Einwohnerzahl der Ortschaft ist im vergangenen Jahrzehnt auf das Doppelte angestiegen:
| Jahr | Einwohner         | Quelle       |
| ---- | ----------------- | ------------ |
| 1992 | keine Detaildaten | Volkszählung |
| 2001 | 213               | Volkszählung |
| 2010 | 406               | Volkszählung |
| 2024 |                   | Volkszählung |